# Desert Love

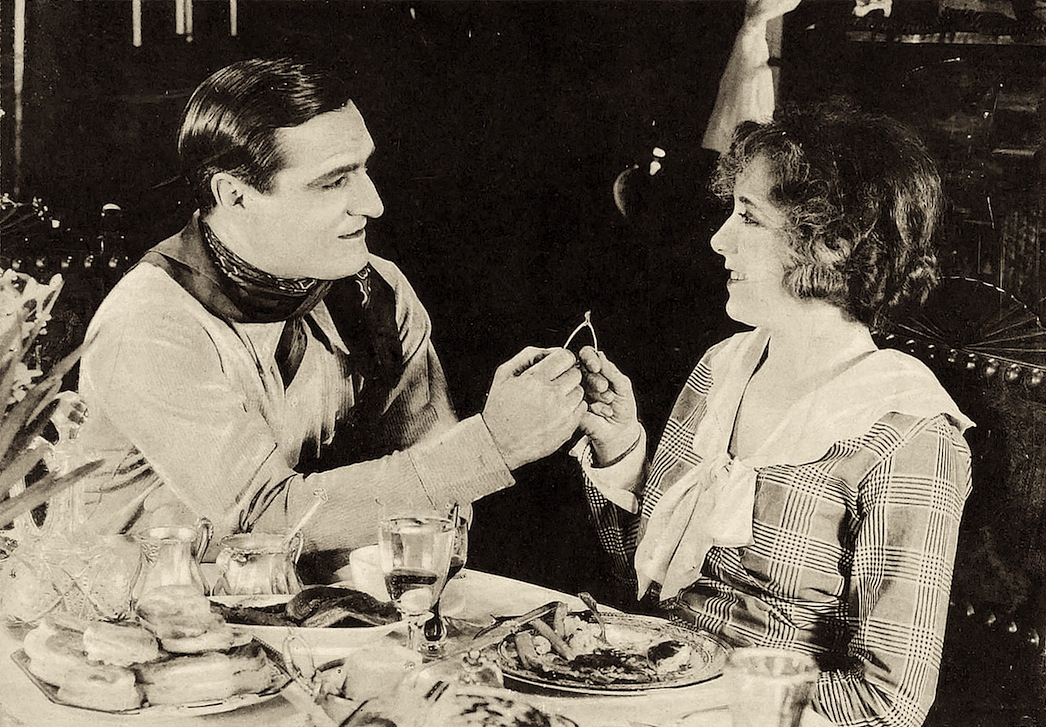
Tom Mix et Francelia Billington dans Desert Love

Desert Love est un film américain réalisé par Jacques Jaccard et sorti en 1920.

## Synopsis
Des bandits attaquent une ville, et tuent le sheriff (joué par Tom Mix). Avant de mourir, celui-ci a le temps de laisser une liste de ses meurtriers. Vingt-cinq ans plus tard, son fils Buck Marston (joué aussi par Tom Mix) a suivi les pas de son père pour devenir lui aussi un sheriff. Il retrouve les bandits un par un, jusqu'au dernier (Lester Cuneo).

## Fiche technique
- Réalisation : Jacques Jaccard
- Production : Fox Film Corporation
- Image : Frank B. Good
- Montage : Lloyd Nosler
- Date de sortie : 20 avril 1920

## Distribution
- Tom Mix : Buck Marston Jr.
- Francelia Billington : Barbara Remington
- Eva Novak : Dolly Remington
- Lester Cuneo : The Whelp
- Charles K. French : Jack Remington
- Jack Curtis : The Wolf